# Уйгур
Уйгур (узб. Uyg’ur, Уйғур) — міське селище в Узбекистані, в Папському районі Наманганської області.
Статус міського селища з 2009 року.